# Danh sách đĩa nhạc của Clannad
Danh sách đĩa nhạc của Clannad, một ban nhạc Ireland, gồm 15 album phòng thu, 17 album biên tập, 31 đĩa đơn và các lần xuất hiện khác.

## Đĩa đơn
- 1974 – "Dhéanainn Súgradh / Eleanor Plunkett"
- 1975 – "An Bealach Seo 'tá Romhainn"
- 1978 – "Down by the Sally Gardens"
- 1981 – "Mhorag's Na Horo Gheallaidh / Strayed Away"
- 1982 - "Horo Gheallaid / Dúlamán" (live at Celtic Folk Festival, Holland)
- 1982 – "Theme from Harry's Game" UK #5
- 1983 – "I See Red/Tá Mé 'Mo Shuí" UK #81
- 1983 – "Newgrange" UK #65
- 1984 – "Robin (The Hooded Man)" UK #42
- 1984 – "Now Is Here"
- 1985 – "Closer to Your Heart"
- 1985 – "Almost Seems (Too Late to Turn)" UK #80
- 1985 – "In a Lifetime" UK #20
- 1987 – "Something To Believe In"
- 1987 – "White Fool"
- 1988 – "Live and Learn"
- 1989 – "The Hunter" UK #91
- 1989 – "In a Lifetime (reissue)" UK #17
- 1989 – "Hourglass" UK #91
- 1989 – "A Dream in the Night"
- 1990 – "In Fortune's Hand" UK #80
- 1991 – "Why Worry?"
- 1991 – "Both Sides Now" UK #74
- 1993 – "Mystery Game"
- 1993 – "I Will Find You/Do na Dlo Sv"
- 1996 – "Seanchas"
- 1997 – "An Gleann"
- 1997 – "Christmas Angels"
- 2002 - "I Will Find You 2002 (Arctica Remix)" (feat. Antillas)